# Guettarda scabra
Guettarda scabra là một loài thực vật có hoa trong họ Thiến thảo. Loài này được (L.) Vent. mô tả khoa học đầu tiên năm 1803.

## Hình ảnh

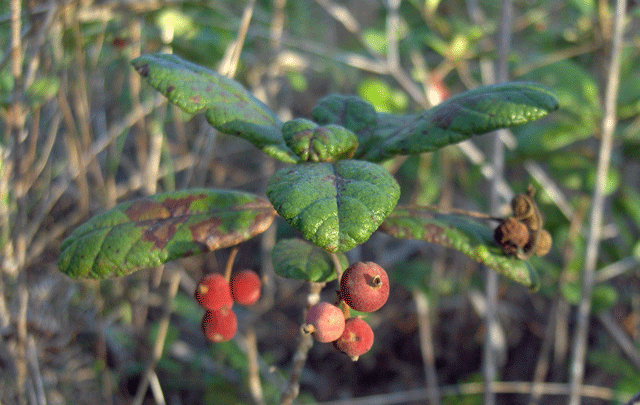
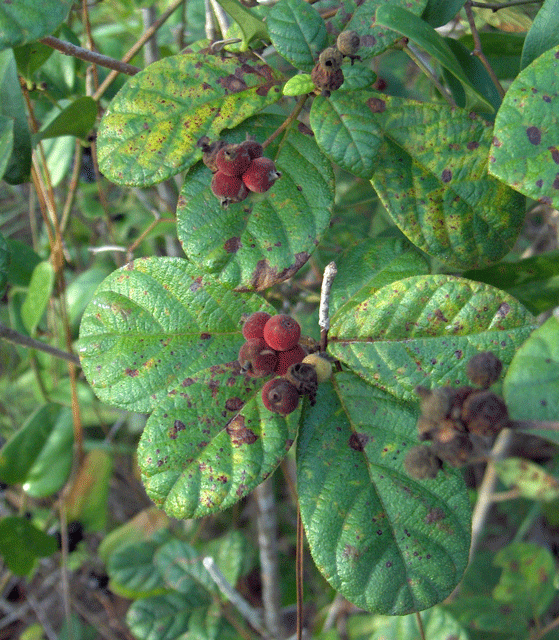